# Bartężek (jezioro)
Bartężek (niem Bärting See) – jezioro, położone na zachód od wsi Bartężek w województwie warmińsko-mazurskim, w powiecie ostródzkim, w gminie Morąg.
Jezioro rynnowe o powierzchni 385,3 ha z dwiema wyspami różnej wielkości (łączna powierzchnia wysp - 1,2 ha). Linia brzegowa o długości 26,1 km dobrze rozwinięta, z licznymi zatokami i półwyspami. Brzegi jeziora w większości wysokie, miejscami strome. W części południowej i północno-zachodniej porośnięte przez lasy mieszane, w pozostałej części przez pola i łąki.
- Bydlęcy Róg (niem. Viehwerder) – półwysep w środkowej części jeziora Bartężek.
- Holendry (niem. Holländer Wiese) – łąka położona na południe od wsi Wenecja, nad wschodnią odnogą jeziora Bartężek.
- Duc (niem. Dutzkanal) – kanał łączący jezioro Bartężek i jezioro Ruda Woda[1].